# Scheidt (Wiehl)
Scheidt (hommersch Schee, Scheed) ist ein Ortsteil von Drabenderhöhe, gehörend zur Stadt Wiehl. Er wurde im Jahre 1932 mit Pfaffenscheid aus der Gemeinde Much, Rhein-Siegkreis ausgegliedert und der damaligen Gemeinde Drabenderhöhe zugeschlagen. 1957 wurde der Ortsname Scheidt offiziell aufgegeben, da der Weiler mit dem Dorf Drabenderhöhe bereits zusammengewachsen war. Im Sprachgebrauch der Einheimischen wird der Name jedoch noch verwendet.

## Lage und Beschreibung
Der Weiler Scheidt liegt am Kreuzungspunkt der historischen Brüderstraße sowie der Zeithstraße, direkt an der ehemaligen Landesgrenze zwischen dem Herzogtum Berg und der Herrschaft Homburg. Das Nachbardorf Drabenderhöhe, gehörte bereits zu Herrschaft Homburg, Scheidt selbst zum Herzogtum Berg, Amt Windeck, Gemeinde Much.
Scheidt befindet sich auf etwa 300 m ü. NHN in einem Wasserscheidenbereich, wo ein halbes Dutzend Quellbäche ihren Ursprung nehmen. Nach Westen ziehen sich der Pfaffenscheider und der Herrsiefen, die sich zum Wahnbach vereinen. Im Norden entspringt der Loopebach und der Umschersiefen. Umliegende Höhen sind der Löher Kopf mit 353 m ü. NHN, Steimel 351 m ü. NHN, Schimmelhau 364 m ü. NHN, Immerkopf 365 m ü. NHN, Hipperich 352 m ü. NHN und der Heckberg 385 m ü. NHN als höchste Erhebung.

## Geschichte
Der Ort wurde als Einzelhof in der Siedlungsausbauperiode etwa zwischen 900 und 1100 n. Chr. gegründet. Die ältesten Häuser haben Flur- bzw. Hofnamen, wie Im Anfang, Auf der Bitze, Spitzenburg, Schniffel, Im Salzrümpchen, Kretsch, Pfaffenscheid, Mitten im Hof, Oben im Hof, Unten im Hof, Dumpe oder Pfaffenscheid.

Zeichnung mit Schniffel und Kirche

Scheidt wurde 1559 erstmals als „Das Scheidt“ in den Listen der Perd- und Schüppendienste im Amt Windeck urkundlich erwähnt. Als Abgabepflichtige sind dort ein Wylhem und ein Petter im Kretsch erwähnt. Wylhem ist nochmals in einer Akte des Reichskammergerichtes aus dem Jahre 1574 (Akte RKG S 1387, III, Hauptstaatsarchiv Düsseldorf) als 50-jähriger Zeuge in Streitigkeiten zum Erzbergbau in Kaltenbach historisch nachweisbar. Auf ein bereits früheres Bestehen des Ortes weist ein Münzfund aus dem Jahre 1882 hin. Damals wurden etwa 200 Münzen aus den Jahren 1448 bis 1640 gefunden (Quelle: Jahrbücher des Vereins von Alterthumsfreunden im Rheinlande). Der Ort gehörte zusammen mit Obermiebach, Niedermiebach, Wellerscheid, Oberdorf und Oberbusch zur bergischen Honschaft Miebach. Mitte des 16. Jahrhunderts setzte sich im Kirchspiel Drabenderhöhe der lutherische Glaube durch.
Der Vikar Sasse berichtete 1582 von Pfaffenscheid, dass nach der Inkorporation durch den Johanniterorden Teile des Gutes verkauft worden seien und nur 24 Morgen Haferland sowie 2 Morgen Gartenland dazugehörten. Für 6 Kühe wäre daher kaum hinreichend Heu zu gewinnen.
Durch den Siegburger Vergleich wurde der Hof Scheidt 1604 von der jetzt reformierten Gemeinde Drabenderhöhe getrennt. Der Ort gehörte zum Herzogtum Berg, die Bevölkerung blieb aber kirchlich mit den ebenso von der Muttergemeinde getrennten Orte Obermiebach (Amt Windeck, Much), Büddelhagen, Verr und Brächen bzw. Anfang (Amt Steinbach, Engelskirchen- nördlicher Bereich der Brüderstraße) verbunden.
Bei der ersten Zählung der Bevölkerung durch Pastor Johannes Haas im Jahr 1675, hießen die ansässigen Familien Jost, Velder, Hillerscheid, Höhler, Schmidt und Lutter. Der Pfarrhof der Kirchengemeinde lag im Pfaffenscheid. In späterer Zeit kamen noch die Familien Bergerhof, Dreibholz, Hüschemenger, Hühn, Nohl und Bellingrath hinzu.
Im Jahr 1687 kommt es zu einem Konfessionskonflikt. Die Windecker Verwaltung verbot, dass Taufen, Geburten und Beerdigungen von einem reformierten homburgischen Pfarrer durchgeführt wurden. Vorausgegangen war eine ähnliche Weisung der Homburgischen Verwaltung für die katholische Bevölkerung in der Herrschaft Homburg, die erst spätestens um 1700 aufgehoben wurde. Der Pastor Schöler baute sich 1790 in Drabenderhöhe ein eigenes Pfarrhaus, das später durch die Kirchengemeinde erworben wurde. Das Pfarrgut in Pfaffenscheid wurde verpachtet und 1867 von der Kirchengemeinde Drabenderhöhe verkauft.
Im Herbst 1796 nahm ein österreichisches Corps Winterquartier in der Gegend und verwüstete Privat- und Pfarrwaldungen. Mittlerweile rückten Franzosen nach. Zusammen mit den Österreichern versuchten Bauern mit Ackergeräten aus dem Homburgischen und dem Gemeindegebiet von Much den Franzosen standzuhalten. Unter dem französischen Kommandeur Marschall Michel Ney wurde das Dorf, wie auch die Nachbardörfer mit einem 300 Mann starken Corps besetzt.
Nach der Besetzung durch die Franzosen wurden 1806 die alten territorialen Strukturen aufgelöst. Neue Verwaltungsstrukturen die Mairien (Bürgermeistereien) entstanden, wobei die alten Grenzen bestehen blieben. Scheidt gehörte zur Bürgermeisterei Much. Durch den Wiener Kongress wurde das Rheinland 1815 zu Preußen geschlagen. Die Verwaltungsstrukturen der Franzosen blieben bestehen und führten zu keiner Veränderung der Gemeindegrenzen.
Nach dem Ersten Weltkrieg wurde Scheidt durch die Engländer besetzt. Drabenderhöhe gehörte zum unbesetzten Teil des „Kölner Brückenkopfes“. Daher herrschte Passzwang zwischen Scheidt und Drabenderhöhe. Die Franzosen folgten 1923 den Engländern und besetzten Drabenderhöhe bis zum 17. September 1924. Die Einwohner von Scheidt und Obermiebach, der von den Orten Verr und Büddelhagen unterstützt wurden, beantragten 1924 bei der Bezirksregierung Köln die Eingemeindung ins evangelische Drabenderhöhe. Die Gemeinde Much war nicht gewillt, dem Wunsche der Bevölkerung entgegenzukommen, da sie den Ausfall von Gemeindesteuern fürchtete. Seit 1925 entwickelte sich Drabenderhöhe zum Höhenluftkurort für Sommerfrischler aus den Städten. Bekannt waren auf der Scheidter Seite des Ortes die Gasthöfe Müllenbach und Klein sowie der Gasthof Kalscheuer im Anfang. Auf dem Löher Kopf entsteht ein 22 m hoher Aussichtsturm, sowie in ein Freibad in der Nähe von Verr, das bis 1953 seinen Betrieb aufrechterhielt.
Scheidt und Pfaffenscheid (37 Hektar) sowie der Ortsteil Anfang (10 Hektar) wurden 1932 nach Drabenderhöhe eingemeindet. Dabei wurden die alten Flurabgrenzungen nicht eingehalten. Ein Teil der Flur Scheidt und Pfaffenscheid verblieben bei Much, so dass die Bauern ihre Felder und Wiesen weiterhin auf Mucher Gebiet hatten und ihre Steuern in zwei Gemeinden zahlen mussten.
Während des Zweiten Weltkrieges kommt es 1944 zu Tieffliegerangriffen auf den Ort. Auf dem Löher Kopf begannen Bauarbeiten für Abschussbasen für sogenannte V-Waffen. Diese wurden aber nicht mehr fertiggestellt. Der Widerstand der Deutschen wurde am 12. April 1945 eingestellt und das Dorf wurde wie Drabenderhöhe durch die Amerikaner besetzt. Durch die Einteilung in Besatzungszonen kam das Rheinland unter britische Militärverwaltung.
Durch die Eingemeindungen der Orte Büddelhagen und Verr 1975 wurde die scharf um den Ort gezogene Gemeindegrenze erweitert. Hinzu kamen nochmals 2550 Hektar größtenteils aus der Gemeinde Engelskirchen, aber auch kleinere Flurstücke aus der Gemeinde Much.

## Bevölkerung
- 1559: 2 Haushaltungen
- 1675: 36 (8 Haushaltungen) + Anfang 7 (1 Haushaltung)
- 1828: 201 + Pfaffenscheid 10
- 1842: 199
- 1845: 176 + Pfaffenscheid 9[1]
- 1861: 195 + Anfang 16
- 1868: 180 + Anfang 12
- 1871: 237 + Anfang 17
- 1885: 230 + Anfang 19
- 1895: 217 + Anfang 21
- 1905: 214 + Anfang 21
- 1925: 207 + Anfang 21
- 1983: 350
- 2007: 566

Heute hat der Ortsteil Scheidt 566 Einwohner. Eine Abgrenzung zu Drabenderhöhe ist schwierig, da beide Orte nahtlos ineinander übergehen. In der Einwohnerzahl berücksichtigt sind die Straßenzüge: Alte Kölner Straße, Am Anfang, Am Hardtskopf, Brunnenweg, Herrenhofer Straße, Im Blumenwinkel, Scheidter Straße, Pfaffenscheider Weg, Zeitstraße, Zur Kahlhambuche und Zum Loopetal. Die Bevölkerung war ausnahmslos durch die Zugehörigkeit zur Kirchengemeinde reformiert und sprach einen rheinischen (ripuarisch) Dialekt, dem Homburger Platt(Hommersch). Das Homburger Platt unterscheidet sich allerdings erheblich von den umliegenden Dialekten und ist eine Reliktmundart. Hauptmerkmal ist das Fehlen des rheinischen J für schriftdeutsches G. Hier wird ein sogenannter A-Ch Laut verwendet, wie für kölsches „Mr jonn“, hier „Mr chon“. Allerdings stirbt die Mundart langsam aus und wird nur noch von älteren Einheimischen benutzt (Mundartkenntnisse haben noch etwa 10 bis 20 % der Bevölkerung). Die Einheimischen waren überwiegend Bauern. Doch aufgrund der Kargheit des Bodens waren sie bis in die zwanziger Jahre des 20. Jhd. gezwungen, einen weiteren Beruf ausüben zu müssen. Viele arbeiteten in den umliegenden Bergwerken.
Bis heute werden noch einige wenige alte Bräuche gepflegt, wie zum Beispiel das „Pengstblosen“ an Pfingsten. Die Jugendlichen „trööten“ (blasen) auf sogenannten „Pe'ißhörnern“ (Pfingsthörnern), die aus geschälten Erlenrinden gedreht werden, die Nachbarn aus dem Schlaf und erhalten dafür Geld, Schokolade oder Bonbons. Ebenso wird zum alljährlichen Erntefest in Drabenderhöhe seit 1931 ein Erntewagen durch die Nachbarschaft für den Umzug durch das Dorf gestaltet.

## Besonderheiten
Der höchste Punkt des Ortes liegt auf der Kahlhambuche auf 330,5 m Sehenswert sind das Fachwerkensemble im Bereich der „Schniffel“. Das Haus der Familie Kauert an der Alten Kölner Straße (das bekannteste Mitglied ist Peter Kauert, der in Kaltenbach im 17. Jahrhundert das Bergwerk „Die 15 Löwenpfähle“ gründete) stammt im Kern aus dem 17. Jahrhundert und steht unter Denkmalschutz.
Ein weiteres Beispiel eines unter Denkmalschutz stehenden Gebäudes liegt im Pfaffenscheid, Pfaffenscheider Weg. Im Kern stammt dieses Gebäude aus dem 16. Jahrhundert, wurde aber mehrfach umgebaut und war bis ins 18. Jahrhundert der Pfarrhof der Kirchengemeinde.
Neu ist das Museum „Grüne Scheune“, Alte Kölner Straße – einer ehemaligen Scheune, in der sich in den zwanziger Jahren eine Kornbrandbrennerei befand. Das dazugehörige Wohnhaus wurde vor ein paar Jahren abgerissen.
Auf dem Wanderweg entlang des Löherkopfes Richtung Heckberg erinnert eine Tafel und ein Straßenschild im Wald an die Bedeutung des alten Handelsweges der Brüderstraße.

## Persönlichkeiten
- Peter Kauert, Bergwerksbetreiber (* um 1675; † März 1750) (oberbergischer Frühpionier im Bergbauwesen)
- Christian Schmitt, Homburgischer Kanzleirat und Bergvogt (* April 1679, † ??) (Erbauer des Burghauses in Bielstein (Wiehl))
- Heinrich Höhler, Superintendent Kirchenkreis Wuppertal (* 1. November 1907 in Scheidt; † 6. März 1995)